# Cerro de las Cabezas
Cerro de las Cabezas est un site archéologique d'origine ibéro-oretani, situé à environ huit kilomètres au sud de l'actuelle ville de Valdepeñas, dans la province de Ciudad Real (sortie 208 de l'A-4 en direction du sud). Le site se trouve sur une colline d'environ 800 mètres de hauteur, dans la zone située entre le sommet et le versant oriental, lieu qui a été légèrement endommagé par la construction de l'Autoroute du Sud ou A-4 qui relie Madrid avec l'Andalousie.

## Description
Le site est habité dès le VIe siècle av. J.-C. jusqu'au IIe siècle av. J.-C. Son emplacement est dû à des raisons stratégiques,notamment pour le contrôle de la route entre la vallée du Guadalquivir et la plaine de la Meseta Sur.
Les fouilles archéologiques ont commencé à la base de la colline. Il s'agit d'une ville entourée de murailles et où sont entièrement conservées les fondations des maisons et les socles de la muraille extérieure, faits avec de grands blocs de pierre qui se joignent parfaitement les uns avec les autres. Au-dessus de ceux-ci, s'élèvent les murs eux-mêmes, fait d'adobe qui ont disparu.

## Archéologie
Les fouilles archéologiques réalisées sur le site ont révélé une grande quantité et une richesse des vestiges de poterie avec dessins réalisés sur la surface de l'objet, des ustensiles métalliques à usage domestique, d'huile, de vin...
En octobre 2010, les archéologues ont trouvé dans ce qui semble être la rue principale, les restes de deux cadavres d'enfants décapités. Il est possible que ce soit un sacrifice humain pour l'agrandissement de la ville vers la rivière.
À côté du site, un centre culturel d'interprétation existe avec du matériel audiovisuel et des maquettes.

## Annexe